# Saint-Germain-de-Lusignan
Saint-Germain-de-Lusignan település Franciaországban, Charente-Maritime megyében. Lakosainak száma 1298 fő (2022. január 1.). Saint-Germain-de-Lusignan Clam, Clion, Jonzac, Lussac, Neuillac, Neulles, Saint-Georges-Antignac, Saint-Hilaire-du-Bois, Saint-Martial-de-Vitaterne, Saint-Simon-de-Bordes és Réaux sur Trèfle községekkel határos.

## Népesség
A település népessége az elmúlt években az alábbi módon változott:
| Lakosok száma | 725  | 1090 | 1166 | 1194 | 1256 | 1280 | 1303 | 1278 | 1295 | 1298 |
|               | 1968 | 1982 | 1990 | 2006 | 2013 | 2015 | 2017 | 2019 | 2020 | 2022 |